# ألكينستورف
ألكينستورف (بالألمانية: Alchenstorf) هي إحدى بلديات مقاطعة إيمينتال في كانتون زيورخ في سويسرا. تبلغ مساحتها 6.6 كيلومتر مربع، ويقدر عدد سكانها بـ 602 نسمة (حسب تعداد ديسمبر 2015).